# (32394) 2000 QL210
2000 كيو أل 210 (ويعرف أيضًا باسم (32394) 2000 كيو أل 210 وفق تسمية الكوكب الصغير) (بالإنجليزية: 2000 QL210)‏ هو كويكب ضمن حزام الكويكبات؛ وترتيبه 32394 من حيث الاكتشاف.
اكتُشف هذا الجُرم الفلكي بواسطة بحث لنكولن عن الكويكبات القريبة من الأرض في 31 أغسطس 2000.

## وصلات خارجية
- (32394) 2000 QL210 في قاعدة بيانات مختبر الدفع النفاث لأجرام النظام الشمسي الصغيرة

- الاكتشاف · مخطط المدار ·  العناصر المدارية · المعلمات المادية

- (32394) 2000 QL210 على موقع ويكي سكاي: DSS2, SDSS, GALEX, IRAS, Hydrogen α, X-Ray, Astrophoto, Sky Map, Articles and images